# ファンファーレ 闘志躍動
『ファンファーレ 闘志躍動』（ファンファーレ とうしやくどう）は、ベガルタ仙台のアンセムの一つ。作曲は内藤淳一。仙台フィルハーモニー管弦楽団とベガルタ仙台のコラボレーション企画の一環として提供された。2009年7月8日の対ザスパ草津戦(ユアテックスタジアム仙台)の試合前に初めての公開演奏された。
このファンファーレは、試合前に演奏されるほかにゴールが決まったときにも一部が流れる。